# Mount Kerr
Mount Kerr ist ein 1508 m hoher Berg im ostantarktischen Mac-Robertson-Land. In der Porthos Range der Prince Charles Mountains ragt er 0,8 km südlich des Mount Creighton auf.
Luftaufnahmen der Australian National Antarctic Research Expeditions aus dem Jahr 1965 dienten seiner Kartierung. Das Antarctic Names Committee of Australia benannte ihn nach Anthony G. Kerr, Physiker auf der Mawson-Station im Jahr 1967.